# Left Behind (The Simpsons)
"Left Behind" é o décimo nono episódio da vigésima nona temporada da série animada Os Simpsons, e o 637.º no total. Foi ao ar nos Estados Unidos pela FOX em 6 de maio de de 2018.

## Enredo
Durante a noite de costeleta de porco, Homer não se junta à família para assistir ao eclipse solar. Marge fica louca por ele não assistir com ela, e quer que ele vá em uma noite de encontro no dia seguinte.
No Bar do Moe, ele pede conselhos aos rapazes e depois se arruma, arrumando as pétalas de rosa para fora da porta do quarto e sobre a escada. Ele a leva no The Gilded Truffle, no Sip 'N' Spin Lounge e em uma gôndola, que eles conseguem chegar em casa. Quando as coisas começaram a ficar picantes no quarto, alguém começou a bater na porta. Foi Ned, sentindo-se para baixo desde que ele perdeu o emprego, como o Leftorium fechou depois que as pessoas começaram a obter suas coisas online. Marge leva Homer para ajudá-lo a conseguir um emprego na Usina, enquanto Ned lhe oferece seu famoso chocolate quente.
Devido a sua cabeça de recursos se demitindo, o Sr. Burns oferece a Ned seu lugar e ele aceita, enquanto Rod e Todd ficam na casa de Simpson. Ned faz muitas mudanças na Usina, enfatizando todas elas, mas é demitido depois que ele sugere dar dinheiro para caridade para o Sr. Burns. Ele tenta trabalhar como instrutor de dança em Springfield Harbor Cruises, mas depois de tentar ensinar usando a Bíblia como instruções, ele foi expulso do barco de cruzeiro. Na revista Rolling Stone, ele cortou o cabelo dos Rolling Stones e mudou a maneira de se vestir para uma foto de capa, e foi jogado para fora do prédio. Ele tentou vender Bíblias à beira da estrada, mas não vendeu nenhuma, onde os Alcorões vendiam, bem ao lado dele.
Para ajudá-lo, Marge diz a ele para fazer um dos trabalhos de Jesus, tornando-se um professor, tornando-se o novo professor na Springfield Elementary, substituindo Edna, mas as crianças o fazem deixar este trabalho também.
No Bar do Moe, Bart e Homer discutem arruinar a vida de Ned, sendo Bart o que deu a ele a última gota quando ele era professor, e o convence a voltar a ser professor, assustando as crianças com a ajuda de Bart, fazendo-as pensar que era A vontade de Deus. Ned se torna o professor da turma.

## Recepção
Dennis Perkins do The A.V. Club deu a este episódio um D +, afirmando que "Left Behind" é sobre tudo e nada. Para ser mais preciso, esse episódio de recorde começa sendo mais de meia dúzia de coisas, e depois nunca compensa uma única. Uma qualidade de óleo-em-água cobre episódios como este, a metade (na melhor das hipóteses) realizou linhas de enredo muito insubstanciais para se registrar por momentos além de sua conclusão incompleta."
“Left Behind” marcou uma quota de 4 e foi assistido por 2,15 milhões de pessoas, tornando-se o programa mais assistido Fox àquela noite.